# Maksim Łużanin
Maksim Łużanin, właściwie Alaksandr Amwrosjewicz Karataj (biał. Максім Лужанін (Алякса́ндр Амвро́сьевіч Карата́й);  ur. 2 listopada 1909 w Prusach (obwód miński), zm. 13 października 2001) – białoruski poeta. Zasłużony Działacz Sztuk Białoruskiej SRR (1969). Zasłużony Działacz Kultury (1975).
Jego twórczość poruszała tematykę społeczną i narodową. Jest autorem m.in. poematów i zbiorów Kroki (1928) oraz Adnagałosna (1931), a także tłumaczem poezji rosyjskiej i polskiej.